# Vieni via con me (film)
Vieni via con me è un film del 2005, diretto da Carlo Ventura. È l'ultimo film interpretato da Mariangela Melato.

## Trama
In una piccola città nello stato di New York, vive la vedova Maria Grande con i suoi tre figli Michael, Lucia e Santino. L'arrivo dall'Italia di Giovanni, un vecchio amico, farà cambiare in modo inaspettato la vita della famiglia.